# Cantina della Sfida
La Cantina della Sfida  è una ex osteria medievale di Barletta, parte di un complesso architettonico databile tre la fine del quattrocento e l'inizio del cinquecento.

## Storia e descrizione
Il complesso è posto nel borgo di Santa Maria, nel Centro storico di Barletta.
Secondo la tradizione, la parte inferiore ospitò l'atto di Sfida della famosa Disfida di Barletta. Ciò che è storicamente accettato è che in periodo medievale ospitasse davvero una locanda, chiamata "Osteria di Veleno"
Nel 1938 fu acquistata dal comune di Barletta per 400 mila lire, nell'ottica della riscoperta dei valori patri, tanto cari al Fascismo.
È fra i siti culturali più visitati di Barletta e non è richiesto alcun biglietto per accedervi.